# NGC 5975
NGC 5975 је спирална галаксија у сазвежђу Змија која се налази на NGC листи објеката дубоког неба.
Деклинација објекта је + 21° 28' 14" а ректасцензија 15h 39m 58,0s. Привидна величина (магнитуда) објекта NGC 5975 износи 14,1 а фотографска магнитуда 14,9. NGC 5975 је још познат и под ознакама UGC 9963, MCG 4-37-19, CGCG 136-46, IRAS 15377+2137, PGC 55739.